# Smrdokavra
Smrdokavra, vodéb ali vdáb (znanstveno ime Upupa epops) je ptič iz reda kljunorožcev, ki gnezdi v večjem delu Evrazije.

## Opis
Smrdokavro je praktično nemogoče zamenjati s katerokoli drugo ptico. Razpoznavna je tako pri sedenju kot pri letenju. Dolga je 25 do 29 cm, od tega 4 do 5 cm dolžine predstavlja kljun, preko peruti pa meri 44 do 48 cm. Zgornji del telesa je rožnate do oranžne in peščeno rjave barve, kontrast čemur predstavljajo široka, zaobljena krila s črnimi in belimi črtami. Tudi rep je črn s široko belo prečno progo. Na glavi ima vrsto dolgih peres s črnimi konicami - čopo, ki jo smrdokavra občasno dvigne da izgleda kot perjanica ameriških staroselcev. Kljun je temen, dolg, ozek in rahlo zakrivljen navzdol. Noge so sive barve in kratke.
Spola sta med seboj toliko podobna, da ju je možno ločiti le z natančnim pregledom na blizu, prav tako je težavno določanje starosti. 
Mladiči imajo sorazmerno nekoliko krajši kljun in perjanico ter so nekoliko manj živih barv. Pravkar izlegli mladiči so po vsem telesu porasli z dolgim belim puhom.

### Vedenje in prehranjevanje
Ima neenakomeren in okoren let v lokih, s hitrim zamahovanjem s krili, ki ga prekinja z jadranjem, spominja na velikega metulja. Perjanico največkrat dvigne ob pristanku. Na tleh, kjer preživi večino časa ob iskanju plena, sunkovito poskakuje in hodi, podobno kot škorec. Na tleh je lahko presenetljivo zaupljiva. Poseda tudi prosto na drevju. Vzleta z drevja ali tal. Je samotarka. 
Prehranjuje se z večjimi žuželkami, njihovimi ličinkami in s črvi. 
Oglaša se z značilnim up-up-up (pu-pu-pu, ud-ud-ud), po čemer je dobila znanstveno ime, kakor tudi ime v nekaterih drugih jezikih (npr. angleško »hoopoe«, portugalsko »poupa« itd.; pa na primer v ruščini »удод«).

## Življenjski prostor in razširjenost
Habitat smrdokavre je odprta suha kulturna krajina - goljave, goščave, polja z redkimi drevesi in grmovjem, pa tudi stari sadovnjaki in vinogradi. Gnezdi v luknjah v stenah, stavbah ali duplih starih dreves (je torej sekundarni duplar). Izogiba se vlažnim območjem. Kot pri sorodnih vodomcih vsebuje gnezdo veliko količino iztrebkov, smrad je namreč obrambni mehanizem proti plenilcem. Mladiči tudi pršijo smrdeč izloček trtične žleze kadar se počutijo ogroženi.
Je delna selivka, pozimi se umakne iz severnega dela območja razširjenosti (Srednja in Južna Evropa, Bližnji vzhod, Srednja ter Vzhodna Azija). Poletna vrsta je v večjem delu Evrope. Redka je na Irskem, Veliki Britaniji in v Skandinaviji. Nekatere prezimujejo na jugu Iberskega polotoka. Skozi vse leto je prisotna v Južni Aziji in Podsaharski Afriki. V Sloveniji je pogosta poletna vrsta.

## Sistematika
Družina smrdokaver vsebuje samo en rod, Upupa, v katerega uvrščamo še tri afriške vrste. Po sodobni klasifikaciji spadajo med kljunorožce, prej so jih uvrščali med vpijate, medtem ko so jih zaradi številnih posebnosti včasih obravnavali celo kot lasten red (Upupiformes).
Smrdokavra je politipska vrsta, posamezne podvrste se jasno razlikujejo od tipske in po mnenju nekaterih avtorjev predstavljajo ločene vrste. Razlikujejo se v glavnem po velikosti, barvi in vzorcu na krilih, lahko pa tudi po oglašanju. Prepoznanih je devet podvrst:
1. Upupa epops epops (nominalna): severozahodna Afrika, Kanarski otoki, vzhodna Evropa do juga osrednje Rusije, severozahodna Ljudska republika Kitajska, severozahodna Indija
2. U. epops major: Egipt, severni Sudan, vzhodni Čad
3. U. e. senegalensis: južna Alžirija in Senegal vzhodno do Etiopije in Somalije
4. U. e. waibeli: Kamerun in sever Konga vzhodno do Ugande in severne Kenije
5. U. e. africana: osrednji Kongo, vzhodno do osrednje Kenije in južno do Rta dobrega upanja
6. U. e. marginata: Madagaskar. Ta podvrsta se najbolj razlikuje od nominalne in je največkrat omenjena kot samostojna vrsta.
7. U. e. saturata: jug osrednjega dela Rusije, vzhodno do Japonske in južno do osrednje Kitajske ter Tibeta
8. U. e. ceylonensis: Pakistan in severna Indija južno do Šri Lanke
9. U. e. longirostris: Assam in Bangladeš vzhodno do južne Kitajske, južno do severnega dela Malajskega polotoka in Indokine.

Na otoku Sveta Helena v južnem Atlantiku so našli ostanke orjaške, verjetno neleteče vrste smrdokavre, ki naj bi izumrla s prihodom kolonizatorjev v 16. stoletju. Opisali so jo z imenom Upupa antaios.

## Ogroženost in varstvo
Smrdokavro ogrožata predvsem uničevanje starih sadovnjakov, kjer išče hrano, in zastrupljanje njenega plena, ki je posledica intenzifikacije kmetijstva. Zaradi velikega območja razširjenosti in razmeroma stabilne populacije je na Rdečem seznamu IUCN kot najmanj ogrožena vrsta, krajevno pa je ponekod, predvsem v Zahodni Evropi, že zelo ogrožena. Zaradi pomena za biološki nadzor škodljivcev je zaščitena v nacionalnih zakonodajah mnogih evropskih držav.

## Kulturne reference
Smrdokavra se pogosto pojavlja v folklori in mitologiji antičnih kultur, pri čemer ji pripisujejo tako dobre kot slabe lastnosti. V starem Egiptu je bila smrdokavra sveta žival, ki je predstavljala častitljiv okras tudi na žezlih bogov. Prav tako so jo častili perzijski pesniki, Arabci pa so ji pripisovali mnoge čudežne zdravilne lastnosti. V nasprotju s tem so jo Skandinavci imeli za znanilca vojne, drugje po Evropi pa je bila zaničevana kot tat oz. nasploh zloben lik.
Konec maja 2008 so Izraelci v anketi izbrali smrdokavro za državno ptico.

## Izvor slovenskega imena
Ime srmdokavra je zloženka glagola smrdeti in narečne besede kavra 'vrana', kar je sorodno s slovenskim gavran (krokar) in narečno hrvaškim kavran. Ptiča so tako poimenovali, ker že od antike, sicer neupravičeno, slovi po nečistem gnezdu zaradi obrambnega mehanizma.  